# Ghoufi

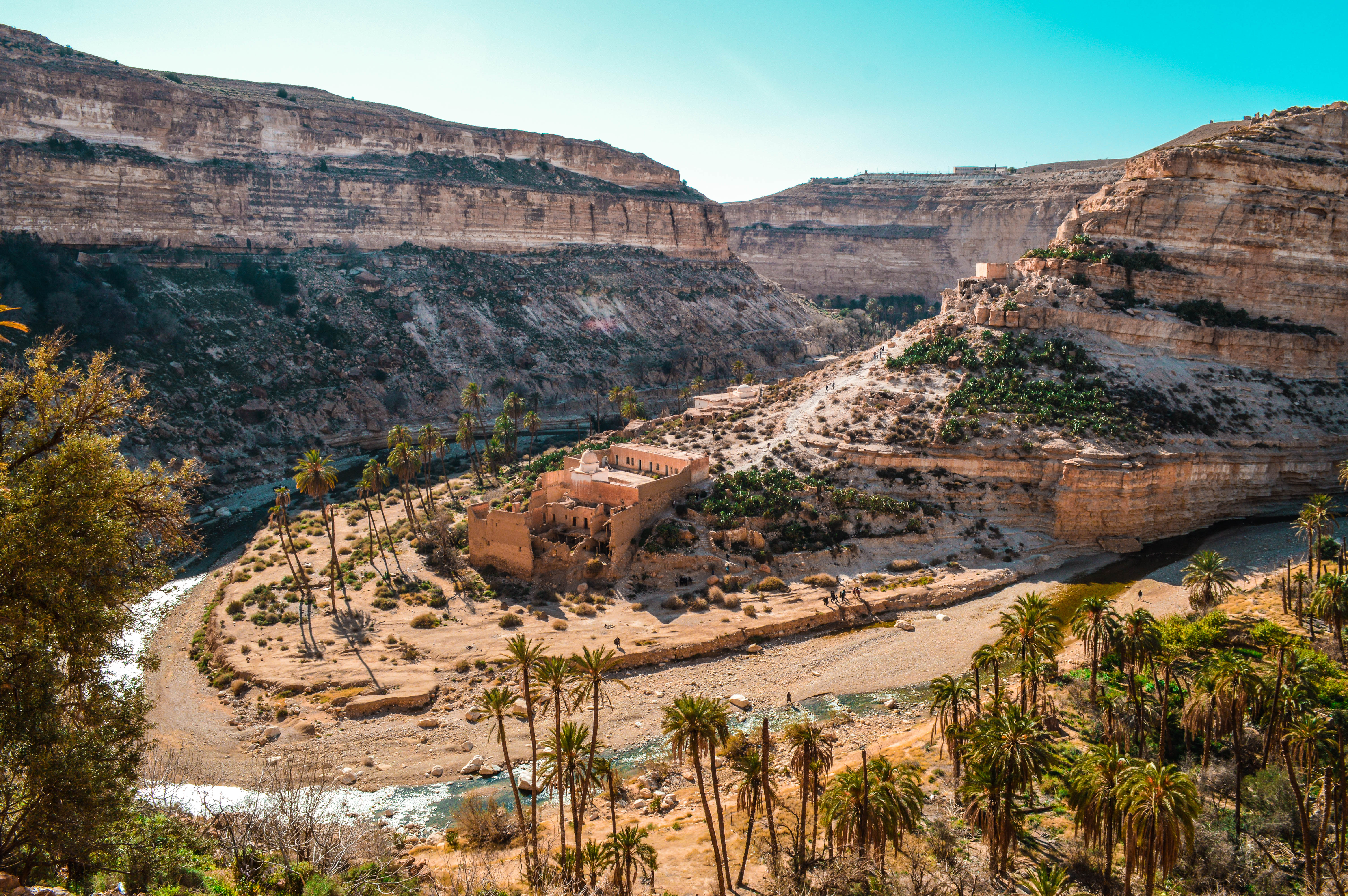
Dattelpalmen, Häuser und Ruinen von Ghoufi

Ghoufi (auch Rhoufi arabisch غوفي, DMG Ġūfī; manchmal auch Balcons de Ghoufi) ist eine von nur noch ca. 100 Berbern bewohnte Dattelpalmenoase in der Provinz Batna im Süden des Aurès-Gebirges im Nordosten Algeriens.

## Lage und Klima
Der etwa 800 m hoch gelegene Ort Ghoufi liegt auf einem Gebirgsvorsprung in der Schlucht (gorge) des nur im Winter oder nach Starkregenfällen wasserführenden Oued Abiod. Der Ort liegt zwischen den Großstädten Batna (ca. 95 km Fahrtstrecke nördlich) und Biskra (ca. 55 km südwestlich). Das Klima ist halbwüstenartig trocken; Regen (ca. 100–200 mm/Jahr) fällt nahezu ausschließlich im Winterhalbjahr.

## Wirtschaft
Ghoufi war jahrhundertelang ein Dattelpalmenoase, die mit der Außenwelt nur über Eselskarawanen verbunden war; andere Lebensmittel mit Ausnahme von Granatäpfeln, Mandeln oder Kaktusfrüchten mussten auf den Märkten der Umgebung getauscht oder gehandelt werden. In der zweiten Hälfte des 20. Jahrhunderts trat der Tagestourismus mehr und mehr in den Vordergrund des wirtschaftlichen Interesses.

## Sehenswürdigkeiten
- Die meisten alten Häuser bestehen aus kleinen Steinen, die mit Erdmörtel untereinander gegen Wind verbunden sind.
- In der Abiod-Schlucht gibt es mehrere ehemals dauerhaft oder zeitweise bewohnte Höhlenwohnungen.